# زينب الضاحي
زينب الضاحي (31 كانون الأول/ديسمبر 1948-) ممثلة ومغنية عراقية عاشت فترة من حياتها في الكويت.

## حياتها ومشوارها المهني
ولدت في البصرة وتنتمي للعراقيين ذوي الأصل الأفريقي، عائلتها كانت فقيرة فلم تستطع إكمال دراستها لكنها تعلمت القراءة والكتابة بدأت بيبع البط في سوق المدينة لتعيل أسرتها وهي في سن العاشرة كانت تجيد الطهي فعملت طباخة في بيت أحد التجار العراقيين، بعد سنوات طلب منها تاجر كويتي  العمل لحسابه والانتقال معه للكويت فقبلت بعرضه

### إنتقالها إلى الكويت ودخولها التمثيل
في العام 1962 انتقلت للعمل في أحد الفنادق بدولة الكويت والتقت بالفنان عبد الحسين عبد الرضا عارضا عليها دخول المجال الفني بسبب ندرة العنصر النسائي حينها فقبلت دون تردد ، أُعطيت إسما فنياً كويتياً يتناسب مع شخصيتها وهو زينب الضاحي والذي بسببه اعتقد البعض بأنها قريبة المخرج فيصل الضاحي
بداية مشوارها كانت عام 1964 في مسلسل مذكرات بو عليوي قدمت بعدها أعمالا عديدة في المسرح والتلفزيونابتعدت عن التلفزيون لفترة مؤقتة بعد مشاركتها بفيلم الصمت عام 1976 لفترة حيث عملت كموظفة في وزارة الإعلام الكويتية وكموظفة علاقات عامة في القطاع الصحي إضافة لعملها في برامج إذاعة الكويت وكانت ترفض العروض لانشغالها واصفة أن الفن لا يطعم خبزا
آخر أعمالها كانت في العام 1990 قبل الغزو العراقي للكويت في مسلسل قاصد خير من تأليف الفنان عبد الحسين عبد الرضا لكن العمل لم يتم بسبب الغزو وتم إعادة تصويره في آواخر عام 1992 من جديد واستبدالها بالممثلة إنتصار الشراح.

### حياتها الأسرية
تزوجت مرتين الأولى من الملحن الكويتي الراحل خالد الزايد وانجبت منه ابن يعيش مع أسرة والده في الكويت وانفصلا، والثانية رجل عراقي من البصرة يدعى «حسين جمعة» رزقت منه بخمسة أبناء هم الأكبر ضياء، علاء، أحمد وابنتين عبير وسهر لكنها انفصلت عنه في منتصف العام 1990 قبيل الغزو العراقي للكويت بأشهر

## قصتها خلال الغزو العراقي وبعده

### نشاطها خلال فترة الغزو العراقي للكويت
في صبيحة أول أيام الغزو تلقت الخبر خبر دخول القوات العراقية الكويت من جيرانها، وخوفا على نفسها وعلى عائلتها كونها شخصية معروفة ومن الممكن أن ُتستهدف ويتم استغلالها، توجهت إلى منزل والدتها في الخالدية، اتصلت بالفنان عبد الحسين عبد الرضا طالبةً مساعدته بسبب سوء وضعها المادي فوفّر لها بعض المؤن الغذائية، اتصل بها بعد أيام شخص يدعى قاسم صالح “أبو عقيل” مُهدداً إياها إما أن تقبل مساعدة الجيش العراقي وأما سوف تنال جزائها، أُجبرت على حد قولها تقديم حفلات فنية ودعوة الفنانين للانضمام لنقابة الفنانين العراقيين الكويتين المنشئة آنذاك وتزويدهم بعناوين الفنانين والمسارح الكويتية لإفراغ محتوياتها ونقلها للعراق بما فيهم مكتب الفنان سعد الفرج، إضافةً لوثائق ومستندات مهمة
خلال فترة الغزو العراقي للكويت سافرت إلى العراق مرتين الأولى لزيارة أهلها والثانية مع نقيب الفنانين داود القيسي والتقت بمسؤولين في الدولة، في نوفمبر 1990 تم تعينها مسؤولة رسمية في الكويت”.، تعاونت مع القوات العراقيه في حيث كان تعاونها مع عن طريق الفن فقط ولم تتعرض للأفراد العسكريين، حيث ساهمت في إحياء عدة حفلات غنائية نظمتها قوات الاحتلال تمجيدية لصدام وقواته أقامت ثلاث حفلات غنائية الأولى بمناسبة افتتاح جدارية صورة صدام في شارع الخليج العربي (الكويت) والحفلة الثانية في ليله رأس السنة في مسرح صالة أفراح السالمية والثالثة في نفس المسرح بمناسبة عيد الجيش بتاريخ السادس من كانون الثاني/يناير 1991 م وقد أعارتها نقابة الفنانين العراقيين سيارة لقضاء حاجاتها لكي تتنقل في أرجاء الكويت كما أجرت مقابلة صحفية مع جريدة الجمهورية العراقية كونها عراقية معروفة إعلاميا
اتهمت بأنها كانت تتصل بالفنانين الكويتيين والعراقيين المقيمين لتدعوهم للانضمام لنقابة الفنانين الكويتيين العراقييين ولتأييد الغزو كما كانت تدل الجيش العراقي على أماكن سكنهم
كما تم اتهامها بسرقة محتويات المسارح ونقلها إلى العراق وتقديم مسرحية «باي باي أمريكا» كما قامت بغناء «الله يخلي الريس» للرئيس صدام حسين وكانت تذاع على إذاعة بغداد وقت الغزو
وفي يوم الثلاثاء 26 شباط/فبراير 1991 أول أيام التحرير تم اعتقالها مع إبنها علاء في مسكنها بالسالمية ونقلهم لمخفر القادسية للتحقيق معهم وتم تسليمها للمقاومة الكويتية لاحقا التي قامت بأخذها لصحراء بر مشرف وإعدامها دون محاكمة، أطلقت عليها طلقتين في الرأس لكن لم تمت وقالت أن عصابة كويتية اختطفتها وحكمت عليها بالإعدام بعد إطلاق رصاصتين أصابت رأسها وتركها بعد ذلك لتذهب إلى جامع قريب فوجدها أمامه ونقلها للمستشفى لتعتقل من جديد من قبل السلطات الكويتية

### محاكمتها
تم حكمها بالحبس المؤبد وتخفيفه لاحقا إلى خمسة عشر عاما مع الأشغال، ظهرت في المحكمة وهي ترتدي الحجاب بعدما تم حلق شعرها وخضوعها لعمليات أثر الطلقات التي أصابتها وقالت أمام المحكمة أنها كانت مجبرة ومضطرة لذلك وقد ضغط عليها نقيب الفنانين العراقيين آنذاك داود القيسي في حين لم تبرر لها المحكمة وجه الاضطرار ولم توجه لها تهمة تعذيب فتيات المقاومة كما أشيع حينها
خلال فترة حبسها اعتبرت نفسها أسيرة حرب، مطالبة بإخلاء سبيلها، وقامت بمناشدة المسؤولين للنظر في موضوعها، بعدما قضت سنوات طويلة في السجن، ومثلما كانت تطالب الكويت بأسراها من العراق فهي أسيرة كذلك.

### شهادات
- الفنانة حياة الفهد « كانت زينب الضاحي مرشداً لذلك النظام، وكانت تدل القوات العراقية على الفنانين الكويتيين"»

- الفنان جاسم النبهان صرح بأنه خلال فترة الغزو العراقي للكويت قامت زينب الضاحي بإنشاء نقابة الفنانين العراقيين الكويتيين

وقال 
- الفنان عبد الرحمن العقل قال «إنه تفاجأ بتلقيه مكالمة هاتفية من زينب الضاحي التي واصفاً إياها "جاسوسة الفنانين" وأنها طلبت منه أن يقابلها فوراً في المسرح العربي مع بعض القيادات العراقية

وتهديده ما لم يحضر، لافتة إلى أنها سترسل سيارة شرطة لكي تأتي به بالقوة. وتابع أنها طلبت منه أيضاً مع عدد من الفنانين الوقوف أمام كاميرات بعض الفضائيات من أجل إعلان دعمهم لغزو بلدهم خاتما "لم أكن أتوقع أبداً أن يكون هذا موقف الضاحي من الكويت رغم أنها كانت تعيش فيها منذ مدة طويلة وشاركتني في العديد من الأعمال المهمة، كما أنها متزوجة من كويتي"»

### مغادرتها للكويت وعودتها للتمثيل
أفرج عنها عام 2002 بعفو أميري ورحلت إلى الإمارات لكنها عادت إلى مدينتها البصرة في العراق.حاولت التواصل مع القيادات العراقيه مطالبةَ إياهم بحقوقها المادية جراء مساعدتها للجيش العراقي، لكنها لم تأخذ مستحقاتها بسبب الاحتلال الأمريكي وسقوط النظام الأسبق غادرت العراق بسبب سوء الأوضاع الأمنية والمعيشية متوجهة إلى سوريا حيث كانت هزيلة تتسول في شوارع دمشق مع طفلة صغيرة حسب وصف مواطنتها ميس كمر، لاقت محاربة من قبل أبنائها بسبب نقمهم عليها بعد خروجهم من العيش الرغيد في الكويت كانت عودتها للشاشة من خلال مسلسل كاريكاتير العراقي عام 2007 من إنتاج قناة الشرقية حيث جاء بها الممثل العراقي خليل إبراهيم وقال لمخرج العمل بأن هنالك فنانة معروفة عملت بالكويت تمر في ظرف مادي صعب جدا»، وتم التعامل معها بشكل إنساني، فهي كانت امرأة معها طفلة صغيرة تجلس بالشارع وتتسول في بعض المناطق العراقية والسورية كانت منهارة تماما، ولم يسألوا عن سبب قدومها والتفاصيل، لكن قرروا أن تعمل معهم كمساعد لعشرين حلقة، وكانت تتحدث اللهجة الكويتية وتستهزء بحملة ترشيد الكهرباء التي أطلقت في الكويت صيف 2007
كان آخر ظهور لها على الشاشة في المسلسل العراقي (عش المجانين) عام 2010 كضيفة شرف مع الفنانة آلاء حسين ثم في مسلسل طائر الجنوب بعد اندلاع الأزمة السورية عام 2011 وسوء الوضع الأمني غادرت زينب سوريا إلى الأردن مع ابنتها عبير نافية ما ذكرته زميلتها ميس كمر بأنها كانت تتسول في شوارع سوريا قائلة بأن وضعها المادي سيئ لكن ليس لحد التسول فجعت عام 2017 بوفاة ابنها علاء بعد صراع مع المرض

## أعمالها

### الأفلام التلفزيونية
| سنة الإنتاج | السهرة            | الشخصية |
| ----------- | ----------------- | ------- |
|             | العابثة           | مريم    |
| 1968        | مصنع الرجال       |         |
| 1973        | الصوت المجهول     |         |
| 1974        | أوراق الخريف      | حياة    |
| 1976        | امرأة قالت لا     |         |
| 1976        | عندما يكون الحب   |         |
| 1979        | حاجز الذكريات     |         |
| 1983        | الصفعة            |         |
| 1984        | الحرمان           |         |
| 1984        | حكاية خلف الجدران | غنيمة   |
| 1986        | حياة في ثلاث أيام | فاطمة   |

### مسلسلات
| سنة الإنتاج | اسم المسلسل          | الشخصية         |
| ----------- | -------------------- | --------------- |
| 1964        | مذكرات بوعليوي       |                 |
| 1967        | المصير               | نورية           |
| 1975        | خولة بنت الأزور      | العفراء         |
| 1976        | الركادة زينة         | كوثر            |
| 1979        | أصوات الحب           |                 |
| 1979        | شمعة لا تحترق        | أسماء           |
| 1979        | الحظ والملايين       |                 |
| 1983        | الأسوار              | شريفة           |
| 1983        | الغرباء كامل الأوصاف | زليخة           |
| 1984        | شمس الضحى            | مرجانة          |
| 1986        | صغيرات على الحياة    | عائشة           |
| 1986        | الحائط               |                 |
| 1986        | إلى من يهمه الأمر    |                 |
| 1987        | على الدنيا السلام    | الطقاقة أم سرور |
| 1987        | أبو صالح يريد حلا    | حصة             |
| 1988        | إزعاج                | حياة            |
| 1988        | مسافر بلا هوية       | نسيمة           |
| 1988        | قلوب عند المرافئ     |                 |
| 1988        | نصيب                 |                 |
| 2007        | كاريكتر              |                 |
| 2007        | جحيم الفردوس         | رسمية- أم شجن   |
| 2010        | عش المجانين          | أم كامل         |
| 2011        | طائر الجنوب          | أم علي          |

### مسرحيات
| سنة الإنتاج | المسرحية                                      | الشخصية |
| ----------- | --------------------------------------------- | ------- |
| 1967        | عتيج الصوف ولا جديد البريسم                   |         |
| 1967        | ناطور الدنانير                                |         |
| 1967        | الحجي فقير وآخر لحظة                          |         |
| 1968        | المرأة لعبة البيت                             |         |
| 1968        | لمن القرار الأخير                             | ثريا    |
| 1969        | فلوس ونفوس                                    |         |
| 1969        | مهفة ولا كنديشن القاضي خايف                   |         |
| 1969        | بخور أم جاسم                                  | بدرية   |
| 1969        | ثم غاب القمر                                  |         |
| 1969        | مهفة ولا كنديشن                               |         |
| 1970        | فلوس ونفوس                                    |         |
| 1971        | النواخذة                                      |         |
| 1972        | 1 2 3 4 بم اعيد عرضه في عام 1979              | فضة     |
| 1973        | إبراهيم الثالث                                | مريم    |
| 1975        | يلعب عالحبلين                                 |         |
| 1980        | المهرج                                        |         |
| 1983        | صبوحة خطبها نصيب                              |         |
| 1984        | أحمد والأسود                                  |         |
| 1984        | القرقور (مشاركة صوتية)                        |         |
| 1984        | شمس الضحى                                     |         |
| 1987        | الدكتور صنهات                                 |         |
| 1987        | في خبر كان                                    |         |
| 1988        | بجم أقول                                      |         |
| 1989        | العصابة                                       |         |
| 1990        | بنشر                                          |         |
| 1990        | باي باي أمريكا خلال فترة الغزو العراقي للكويت |         |

### السينما
| سنة الإنتاج | الفيلم | الشخصية       |
| ----------- | ------ | ------------- |
| 1976        | الصمت  | مريم (الشابة) |

### البرامج
| سنة الإنتاج | اسم البرنامج |
| ----------- | ------------ |
| 1983        | سلامتك       |
| 1989        | ستوب قف هوب  |

### الإذاعة
| سنة الإنتاج | المسلسل          |
| ----------- | ---------------- |
| 1965        | حياة بحار        |
| 1979        | الدانة           |
| 1986        | يا معيريس        |
| 1987        | بو مرزوق         |
| 1988        | عندما يختنق الحب |

### في الغناء

#### الألبومات
| الألبوم                                     | العام | المنتج       | الأغاني                                                                             |
| ------------------------------------------- | ----- | ------------ | ----------------------------------------------------------------------------------- |
| ألبوم غنائي من إنتاج النظائر الكويت         |       | شركة النظائر | ليلي، الصراحة، آه يا الأجواد، أهلك، ليت الليالي، دار الزمن يا ويلاه، العيون الكحيلة |
| ألبوم موسيقي من إنتاج شركة صوت وصورة الكويت |       | صوت وصورة    |                                                                                     |

#### الأوبريتات
| الأوبريت                | العام | بمشاركة                              | المناسبة                                                    |
| ----------------------- | ----- | ------------------------------------ | ----------------------------------------------------------- |
| أهلي والنبي (يا كويتنا) | 1977  | محمد لويس، أحمد يحيى                 | خلال مبارة تجريبية للمنتخب الأهلي الكويتي مع منتخب البرازيل |
| صايم                    | 1980  | عبد الحسين عبد الرضا، حسن عبد الرسول | خلال شهر رمضان المبارك                                      |
| ميلاد أمة               | 1980  | مجموعة فنانين كويتين وعرب            | بمناسبة مرور 1400 عام على الهجرة النبوية المباركة           |

## وصلات خارجية
- زينب الضاحي على موقع قاعدة بيانات الأفلام العربية

1. مي العيدان تتكلم عن زينب الضاحي وخيانتها-برنامج الناقد يوتيوب قناة مي العيدان الرسمية فبراير 2016